# Xenandra
Xenandra es un género de mariposas de la familia Riodinidae.

## Descripción
Especie tipo Xenandra heliodes Felder, C y R Felder, 1865.

## Diversidad
Existen 9 especies reconocidas en el género, todas ellas tienen distribución neotropical.
- X. agria
- X. ahrenholzi
- X. caeruleata
- X. desora
- X. helius
- X. nigrivenata
- X. pelopia
- X. poliotactis
- X. vulcanalis